# サンベル・シャフラマニャン
サンベル・シャフラマニャン（アルメニア語: Սամվել Շահրամանյան、1978年12月1日 - ）は、事実上独立したアルツァフ共和国（かつてはナゴルノ・カラバフとも呼ばれた）の政治家。同国第5代大統領（2023年 - 2025年）、ナゴルノ・カラバフ国防軍少将を務めた。

## 来歴
エレバン国立大学国際経済学部卒業後、国家安全保障局に配属される。長らく、バコ・サハキャン大統領の側近でもあった。1996年に国軍に入隊以降、アルメニア政府の青少年・スポーツ大臣を歴任。2020年5月29日には国軍少将に就任。
2023年8月31日にアライク・ハルチュニャン大統領が辞任を表明。ハルチュニャンは最終法令でシャフラマニャンを国家大臣に任命することを発表。2023年9月6日にはアルメニア革命連盟やアルツァフ正義党などの野党や最大与党の自由なる祖国の支持を受けて、2023年アルツァフ大統領選挙に出馬。9月9日に国民議会で選挙が行われ、賛成22、反対1、棄権10で大統領就任が承認された。なお、欧州評議会やアゼルバイジャン、アメリカなどはこの大統領選挙は「分離主義者によって行われた選挙」であり、国際的に違法と見做している。9月18日、アルツル・ハルチュニャンを国家大臣に任命した。
2023年9月19日に開始されたアゼルバイジャンによる「対テロ作戦」での降伏を受けて、2023年9月28日、「2024年1月1日をもって、アルツァフ共和国のすべての国家機関を解散する」とした大統領令に署名し、「アルツァフ共和国の消滅が確定した」と報じられたが、10月20日にシャフラマニャンは大統領令によるアルツァフ共和国の解散を否定する声明を発表した。なお、この声明発表に先立つ10月4日までに10万632人のアルツァフ国民とともにシャフラマニャン自身もアルメニアへ脱出し、アルツァフ共和国の政府機能はステパナケルトからエレバンにあるアルツァフ駐在官事務所（事実上の大使館）へ移転したと報じられている。
10月28日に放送されたアルツァフ公共放送のインタビューでは、アルツァフ国民の帰還について議論していることを公表した。アルツァフの地位問題については時期尚早として言及を避けた。9月28日の国家解体の大統領令について「対処する時間はまだある」と述べ、また同大統領令の結果多くの国民や元国防軍職員がアゼルバイジャン軍の検問所を安全に通過し、国外へ脱出できたことを強調した。同年12月22日に開催された、アルツァフの政府機関のトップとの会談の中で、アルツァフの法的枠組みには国家機関の解体を想定した文書は存在しないと改めて表明し、2024年以降もアルツァフから強制退去させられた住民の問題について引き続き取り組む必要があると表明した。2024年1月23日までにアルツル・ハルチュニャンを国家大臣より解任し、アラム・サルキシャンを後任に任命した。
2024年3月27日に発刊されたフィガロ誌のインタビューでシャフラマニャンは「アルツァフ解散の大統領令は違法であったが、国民を救う唯一の手段であった」と述べ、フランス政府に対してアルメニア人捕虜の釈放のためアゼルバイジャンに圧力をかけるよう求めた。またエレバンで亡命政府として活動している事実を認めた。3月28日、アルメニアのニコル・パシニャン首相は閣議で「アルメニアにはアルメニア共和国政府以外存在しない」とし、アルツァフ亡命政府を認めないと発表した。またシャフラマニャンが在アルメニア・ロシア大使主催の上映会に出席したことを念頭に置いたうえで「外部勢力が特定の勢力を使ってアルメニアの安全を脅かさないよう、適切な措置を講じるべきである」と述べ、シャフラマニャンに警告した。
2025年5月20日、ヌジュデ・イスカンダリアンを国家大臣に任命した。5月21日、任期満了に伴いアルツァフ大統領を退任した。憲法の規定により国民議会議長が代行を務めることとなったが、現職のデビッド・イシュカニャン議長は2023年の戦闘以来アゼルバイジャンに身柄を拘束されているため、同日に開催された臨時国会でアショット・ダニエリアンが新たな国民議会議長に選出された。
シャフラマニャンは、2023年の戦闘における職務怠慢および敵への武器や弾薬の引き渡しの容疑で、2025年5月よりアルメニア捜査当局の証人尋問を受けている。